# 565

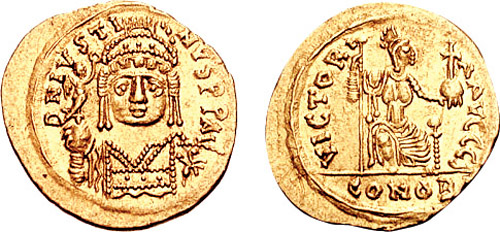
Keizer Justinus II (r. 565-578)

Het jaar 565 is het 65e jaar in de 6e eeuw volgens de christelijke jaartelling.

## Gebeurtenissen

### Byzantijnse Rijk
- 14 november - Keizer Justinianus I overlijdt in Constantinopel na een regeerperiode van 38 jaar en wordt opgevolgd door zijn neef Justinus II.
- Justinus II laat zijn achterneef Justinus terugroepen uit Armenië. Hij wordt beschuldigd van een samenzwering en krijgt huisarrest.
- Justinus II weigert vredesonderhandelingen en een jaarlijkse schatting te betalen aan de Avaren, die plunderveldtochten voeren op de Balkan.
- Justinus II vaardigt een decreet uit om de geboorte van Jezus op 25 december te vieren. De Oosterse Kerk in Jeruzalem noemt het Kerstmis.
- Het fort van Sebastopolis (huidige Georgië) wordt door de Byzantijnen herbouwd. De vestingstad wordt een bolwerk van het Byzantijnse Rijk.
- In Madaba (Jordanië) wordt in de basiliek van Sint-Joris (heden een Grieks-orthodoxe kerk) een Byzantijns vloermozaïek gemetseld. (waarschijnlijke datum)

### Brittannië
- Columba van Iona, Iers missionaris, begint op de Orkney-eilanden (Schotland) met het bekeren van de heidense Picten. (waarschijnlijke datum)

### Europa
- Alboin (r. 565-572) volgt zijn vader Audoin op als koning van de Longobarden. Een oorlog met de Gepiden onder koning Cunimund breekt uit.

## Religie
- 22 januari - Eutychius wordt ontzet uit zijn functie als patriarch van Constantinopel en vervangen door Johannes III Scholasticus.
- Het Katharinaklooster op de Sinaïberg (Egypte) wordt voltooid. Volgens de Bijbel heeft Mozes hier de Tien Geboden ontvangen.

## Geboren
- Walricus, Frankisch monnik en heilige (overleden 619)

## Overleden
- 28 juli - Samson van Dol, Keltisch bisschop en heilige
- 14 november - Justinianus I, keizer van het Byzantijnse Rijk
- Audoin, koning van de Longobarden (waarschijnlijke datum)
- Belisarius (60), Byzantijns veldheer (magister militum)
- Procopius, Byzantijns historicus (waarschijnlijke datum)